# 比格兰
比格兰是德国巴伐利亚州的一个市镇。总面积62.42平方公里，总人口1826人，其中男性951人，女性875人（2011年12月31日），人口密度29人/平方公里。